# Gouvernement Staaff I
 (juin 2025).
Si vous disposez d'ouvrages ou d'articles de référence ou si vous connaissez des sites web de qualité traitant du thème abordé ici, merci de compléter l'article en donnant les références utiles à sa vérifiabilité et en les liant à la section « Notes et références ».
Lundeberg Lindman I
Le premier gouvernement Staaff est à la tête du royaume de Suède de novembre 1905 à mai 1906.

## Composition
Tous les membres du gouvernement appartiennent au Parti de la coalition libérale.
- Premier ministre et ministre de la Justice : Karl Staaff
- Ministre des Affaires étrangères : Eric Trolle
- Ministre de la Guerre : Lars Tingsten
- Ministre de la Défense navale : Ludvig Sidner
- Ministre des Affaires civiles : Axel Schotte
- Ministre des Finances : Elof Biesèrt
- Ministre des Affaires ecclésiastiques : Fridtjuv Berg
- Ministre de l'Agriculture : Gösta Tamm
- Ministre sans portefeuille : Erik Marks von Würtemberg
- Ministre sans portefeuille : Johannes Hellner